# Harald Rüschenbaum
Harald Rüschenbaum  (* 9. April 1956 in Voßwinkel) ist ein deutscher Schlagzeuger und Bandleader. Er ist künstlerischer Leiter des Landes-Jugendjazzorchesters Bayern (LJJB).

## Werdegang
Rüschenbaum studierte von 1976 bis 1980 am Richard-Strauss-Konservatorium in München, danach an der North Texas State University und dem PIT Los Angeles in den USA.
Im Jahr 1982 gründete er das „Harald Rüschenbaum Jazz Orchestra“, zu dem Solisten wie Thomas Zoller, Peter Tuscher und Jürgen Seefelder gehörten. Seit 1993 ist er Leiter des von Richard Wiedamann gegründeten Landes-Jugend-Jazzorchesters Bayern und seit dem Jahr 2000 Lehrbeauftragter an der Musikhochschule München.
Rüschenbaum gab Konzerte in Amerika, Russland, England, Schweden, Dänemark, Italien, Österreich, der Schweiz, Tschechien, Polen, in Luxemburg, den Niederlanden und Deutschland. Tourneen fanden statt mit Ack van Rooyen, Clark Terry, Claudio Roditi, Johnny Griffin, Don Menza, Lee Konitz, Buddy DeFranco, Vincent Herring, Reggie Johnson, Joe Haider und Vokalisten wie Sandy Patton und Mark Murphy.
Über 470 Workshops in Amerika, Italien, Österreich, Bosnien, Russland, der Schweiz und Deutschland wurden von Harald Rüschenbaum geleitet. Im Herbst 2012 war er mit seinem Trio sowie Gaststar Don Menza zu Gast in der BR-Sendereihe „Bühne frei im Studio 2“. Seit 2009 spielte er mit seinem Quintett Cosmodrom, zu dem Daniel Klingl, Rafael Alcántara, Andrea Hermenau und Peter Cudek gehören, auf in- und ausländischen Bühnen. In seinem aktuellen Projekt „Klangland“ vereint er Musiker aus der Münchener Jazzszene mit aktuellen und ehemaligen Spielern des Landesjugendjazzorchester Bayerns zu einer musikalisch und personell sehr flexiblen Besetzung, von Solo bis zu 12 Musikern.

## Preise und Auszeichnungen
Im Jahr 1983 war er Preisträger der Deutschen Phonoakademie, und im Jahr 1985 erhielt er (als erster Jazzmusiker) den Kulturförderpreis der Stadt München. Für seine Jazzaktivitäten wurde Harald Rüschenbaum im Jahr 2003 das Bundesverdienstkreuz verliehen. Im Jahr 2006 erhielt er die Carl-Orff-Medaille durch den Verband Bayerischer Sing- und Musikschulen. 2013 wurde er mit dem Bayerischen Staatspreis für Musik ausgezeichnet.